# 嬰兒車

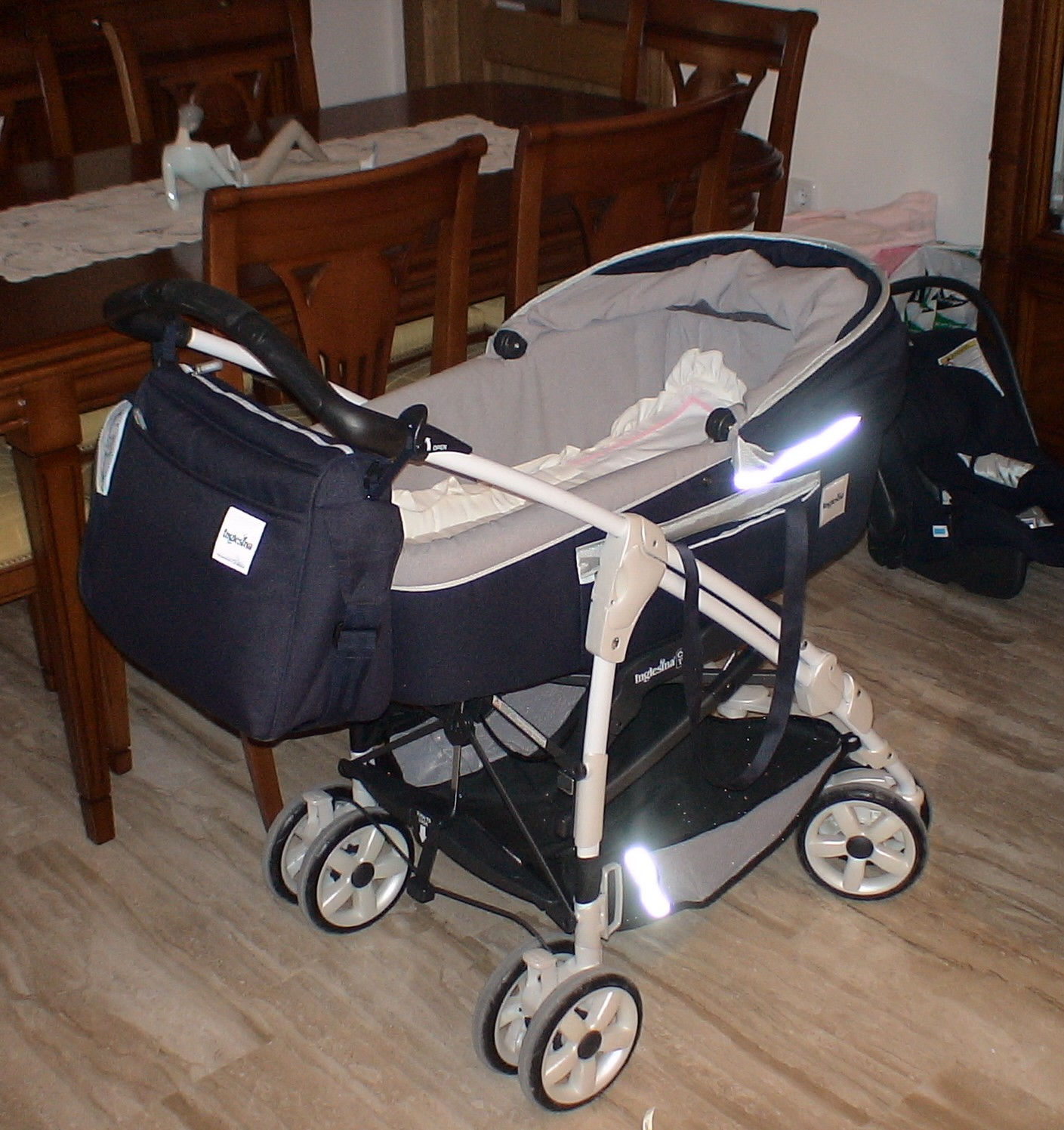
嬰兒車

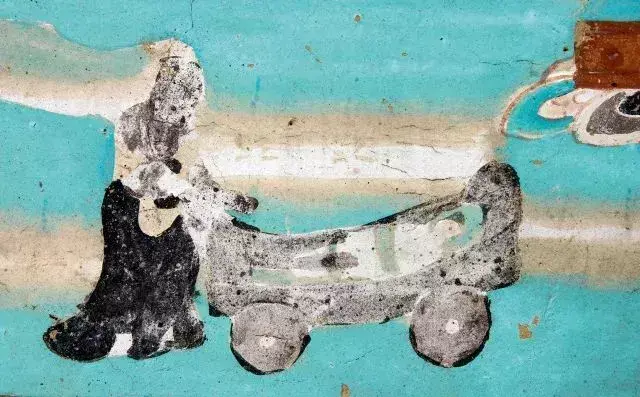
敦煌莫高窟第156窟壁画《报父母恩重经变》中的栏车，与现代的婴儿车类似。

嬰兒車，是一種專門為運送嬰兒的手推車，讓嬰兒可以在車內坐、臥、休息，以代替過往的背兒帶或搖籃。
舊式的嬰兒車不能摺疊。在1960年代時的嬰兒車，也只不過是一個手推車上的搖籃，純綷讓人把嬰兒帶出戶外，所以用途不大。後來發展出可摺疊的嬰兒車，使之可以放進汽車的車尾箱，以方便運送。在香港，過往曾經禁止乘客把嬰兒車帶上公共交通工具，但後來隨著無障礙交通工具的普遍，使乘客可以借用交通工具內放置輪椅的位置放置嬰兒車，使這禁令得以放寬，但嬰兒車在登上巴士時，仍需要先行收摺，而且不能阻礙其他乘客上落。
當前嬰兒車的設計，除了考量爸媽操作順手安全，也需同時滿足寶寶身體及心理需求，所以通常會考量幾點:提供支撐包覆新生兒的內墊、推車避震設計、雙向使用、高座椅設計、遮陽罩、拆洗式的透氣座墊、使用者可負荷的車體重量、一手操作也沒問題的車體設計。
飼養寵物風氣興起之後，有廠商以嬰兒車為藍本，開發出可容納寵物的專用推車。